# Sac-poubelle
Pour les articles homonymes, voir Poubelle (homonymie).
 (février 2015).
 (février 2015).
Si vous disposez d'ouvrages ou d'articles de référence ou si vous connaissez des sites web de qualité traitant du thème abordé ici, merci de compléter l'article en donnant les références utiles à sa vérifiabilité et en les liant à la section « Notes et références ».

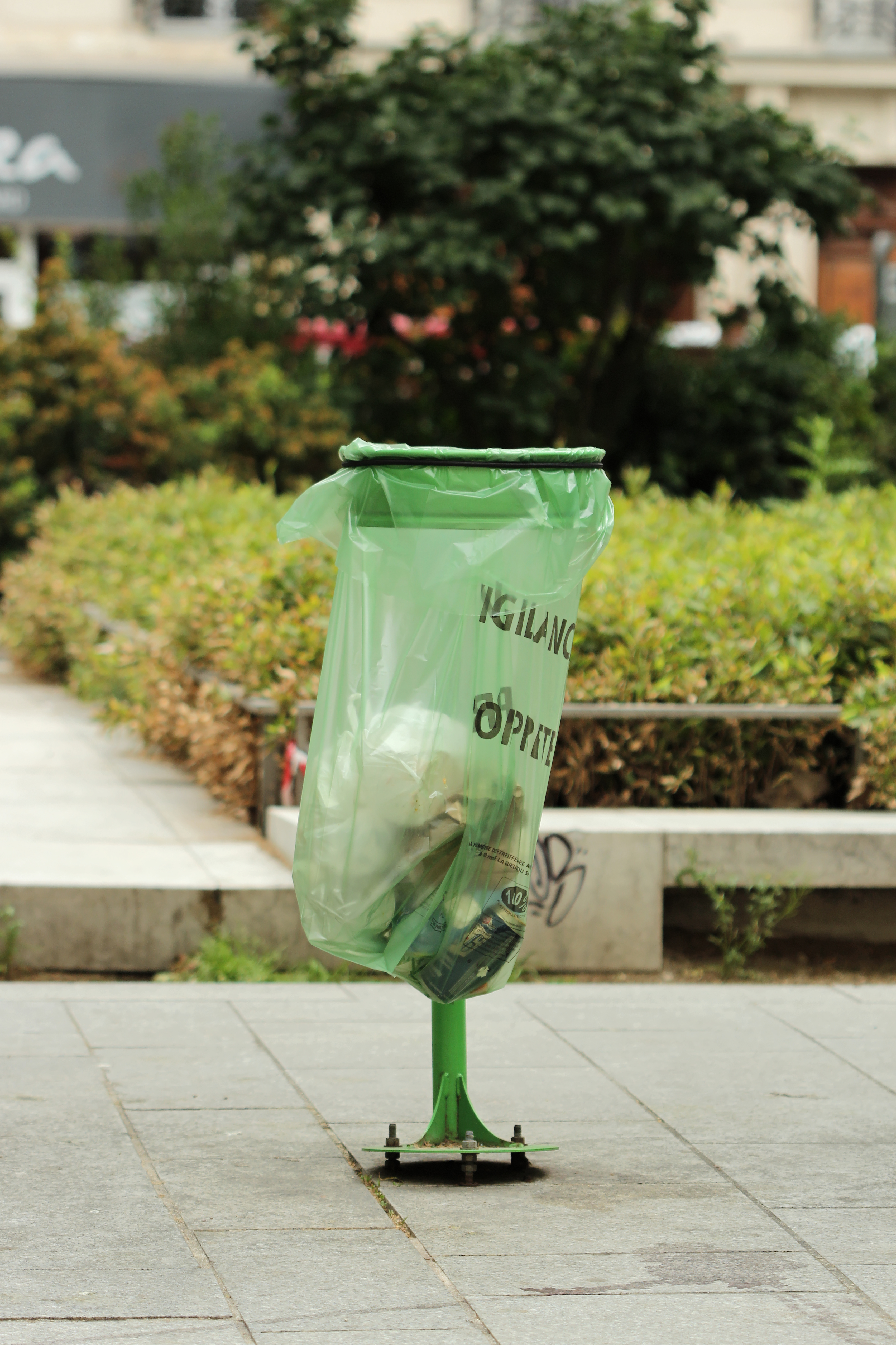
Sac transparent vert marqué Vigilance propreté,
boulevard Richard-Lenoir à Paris en 2012.

Le sac-poubelle est un sac utilisé pour transporter les déchets. Ils sont généralement faits de polyéthylène. Ces sacs peuvent être de plusieurs couleurs : par exemple, le sac classique noir ou bleu est utilisé pour le transport des déchets incinérables, alors que le sac jaune ou transparent peut être utilisé pour les déchets à recycler.
Toutefois, l'application du plan Vigipirate a entraîné en France l'utilisation dans les lieux publics de sacs transparents, dissuadant ainsi d'éventuels terroristes d'y déposer un paquet suspect.

## Histoire
Philippe Auguste, en 1183, lança une campagne de propreté dans les rues de la capitale du fait de conditions sanitaires exécrables. Il créa d'une part les caniveaux et d'une autre part indirectement il poussa les paysans à récolter les déchets dans des sacs de jute ou chanvre pour fertiliser leurs champs.
Avant le sac-poubelle, les déchets étaient récoltés dans des poubelles en fer. Lors des collectes, ces poubelles faisaient un grand vacarme.
Le sac-poubelle a été créé en 1950, par les Canadiens Harry Wasylyk, Larry Hansen et Frank Plomp. Dans une récente émission spéciale sur CBC Television, les sacs-poubelle ont été classés au 36e rang parmi les 50 plus importantes inventions canadiennes.
En 2011, le groupe Sphère, dirigé par John Persenda, commercialise des sacs-poubelle en polyéthylène végétal, issu de la canne à sucre,.[passage promotionnel]

## Norme NF
Ces sacs sont soumis à la norme NF qui surveille :
- la compostabilité et la biodégradation du plastique ;
- la résistance du sac afin qu'il ne se déchire pas pendant la collecte ;
- l'impact environnemental quant à leur fabrication et à leur destruction ;
- la qualité et la quantité des encres utilisées, afin qu'elles ne soient pas nocives à la santé ou à l'environnement.

## Utilisation

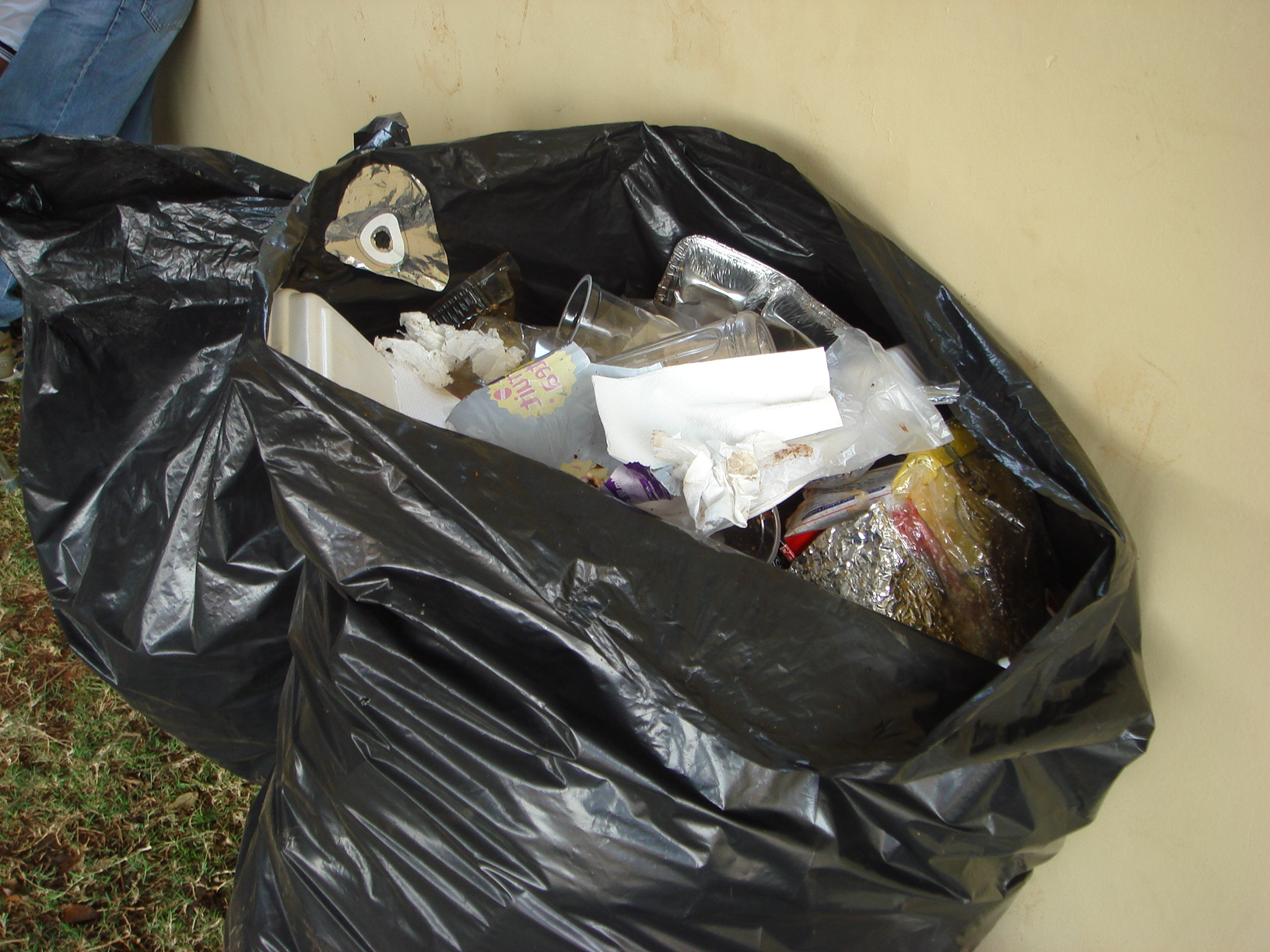
Sac-poubelle.

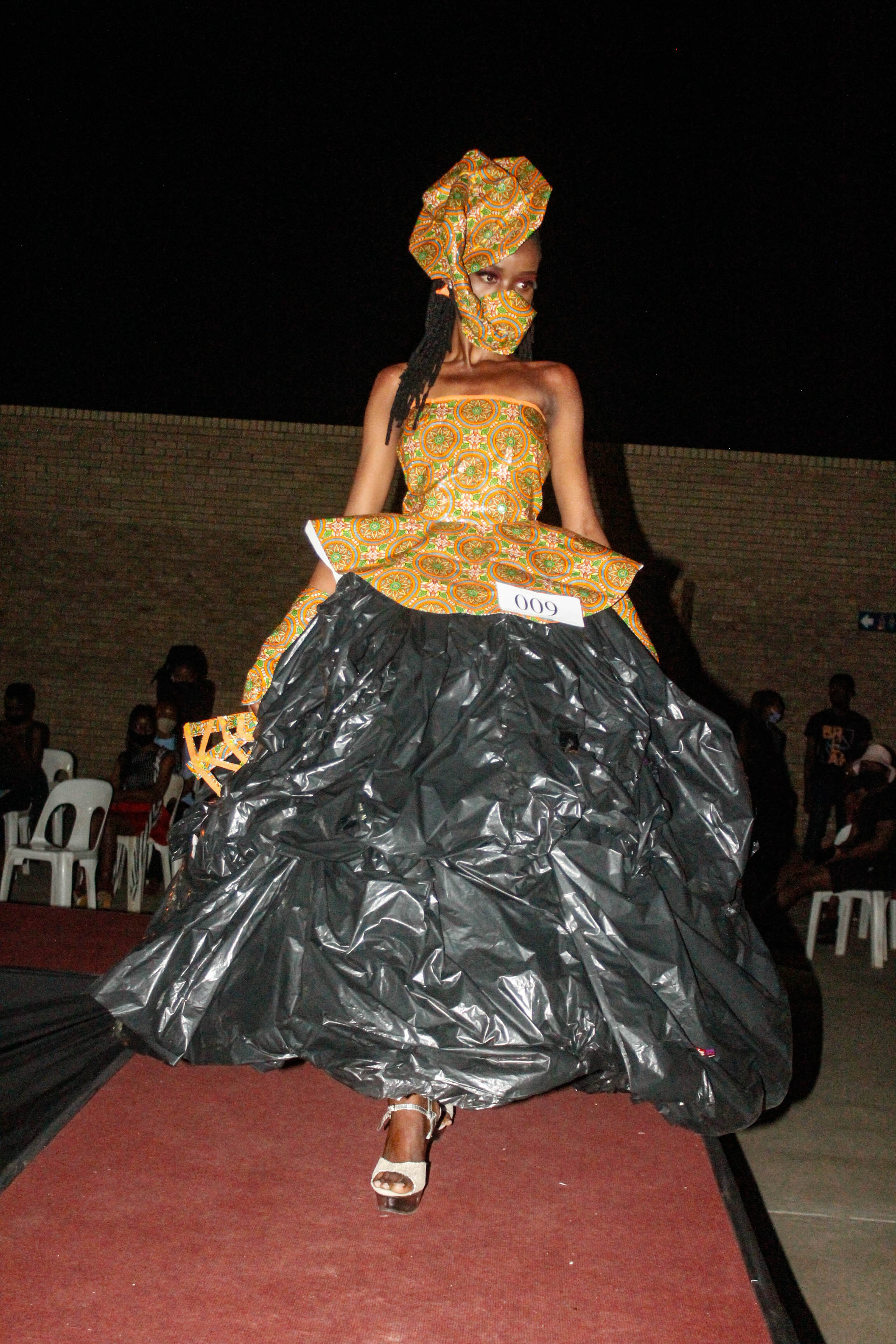
Sensibilisation aux questions environnementales (Botswana).

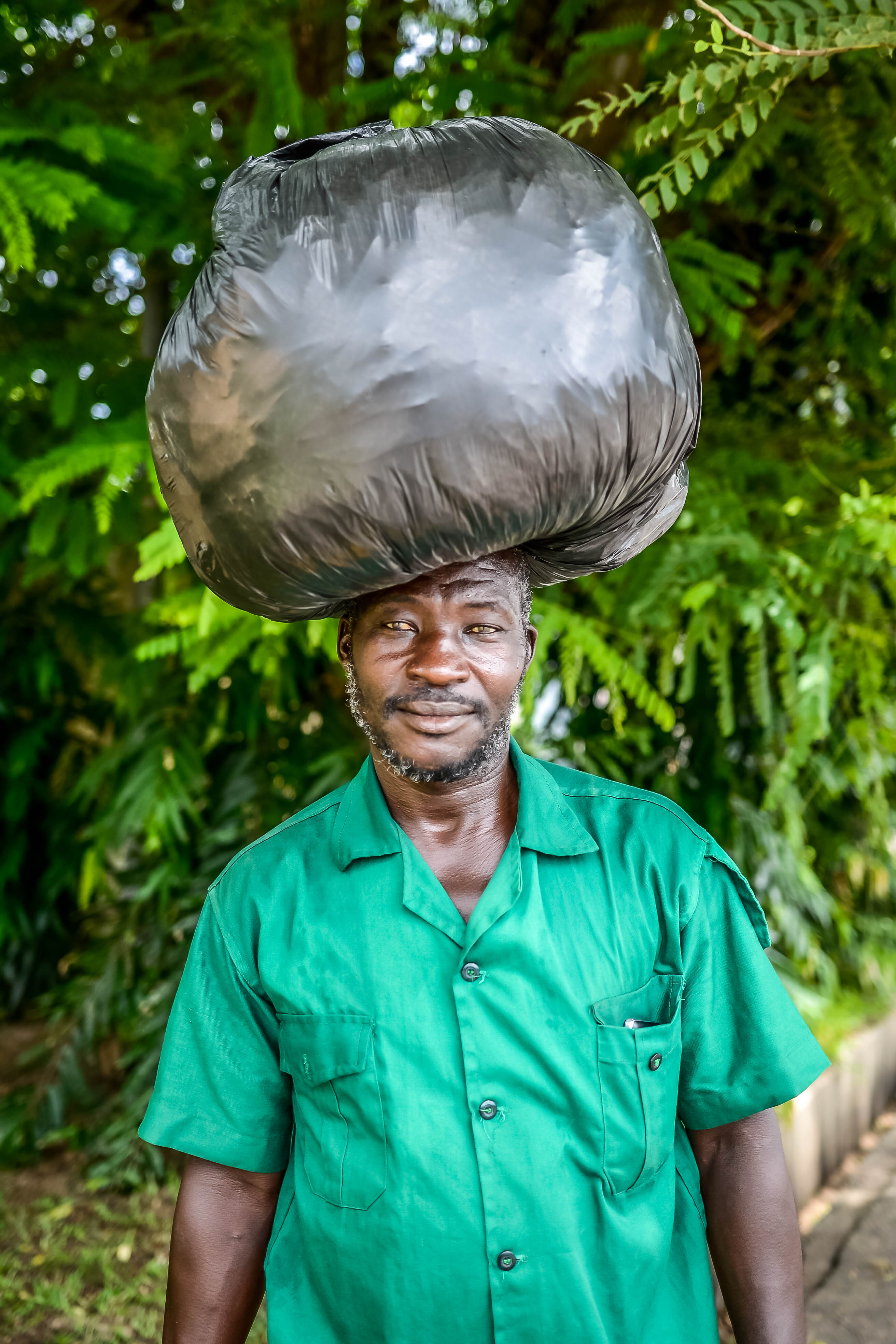
Transport de linge sale dans un sac-poubelle en Côte d'Ivoire.

Ils peuvent être utilisés soit directement posés dans la rue pour être ramassés par un ouvrier de la collecte, soit à l'intérieur d'un container à déchets pour éviter de le salir. Ils sont la plupart du temps constitués de plastique ou d'amidon de maïs.
Les sacs-poubelle servent à la collecte ou pré-collecte des déchets, et sont utilisés par les particuliers ou les collectivités. Ils sont relativement légers et particulièrement utiles pour les ordures humides ou salissantes, ils sont également utiles pour réduire les odeurs. Les sacs plastiques sont souvent utilisés pour les revêtements de la litière ou des bacs ou conteneurs à déchets. Certains sacs sont traités avec des bactéricides pendant leur fabrication mais ils restent inutilisables pour le contact alimentaire.
Les sacs-poubelle, du fait de leur contenance et de leur étanchéité, voient parfois leur fonction détournée pour en faire, par exemple, des vêtements imperméables improvisés, des luges ou des revêtements protecteurs provisoires contre les salissures en industrie.

Ces sacs sont vendus dans plusieurs formats (par exemple 20 L, 25 L, 30 L, 50 L, 100 L), la plupart du temps en rouleaux.